# Port lotniczy Enua
Port lotniczy Enua – port lotniczy zlokalizowany na wyspie Atiu (Wyspy Cooka). Zbudowany w 1978.

## Linie lotnicze i połączenia
- Air Rarotonga (Aitutaki, Mitiaro Island, Rarotonga)